# Świadkowie Jehowy w Senegalu
Świadkowie Jehowy w Senegalu – społeczność wyznaniowa w Senegalu, należąca do ogólnoświatowej wspólnoty Świadków Jehowy, licząca w 2023 roku 1564 głosicieli, należących do 29 zborów. Na dorocznej uroczystości Wieczerzy Pańskiej w 2023 roku zgromadziły się 3384 osoby. Działalność miejscowych Świadków Jehowy oraz Świadków Jehowy w Gambii, Gwinei Bissau, Mali i Mauretanii koordynuje Biuro Oddziału w Cape Almadies.

## Historia

### Początki
Początek działalności wyznania w tym kraju datuje się na rok 1930, kiedy to okresowo przebywało tu dwóch francuskich współwyznawców. W roku 1951 przez pół roku przebywali tu zawodowo inni zagraniczni wyznawcy, m.in. z Francji.
Dwa lata później do Senegalu został wysłany pionier specjalny. W tym samym roku głosicielem został pracujący w Senegalu portugalski fryzjer. W roku 1954 istniały trzy grupy składające się łącznie z 20 osób zainteresowanych. 15 maja 1954 roku sześć osób zostało ochrzczonych, a pod koniec roku przybyli tu pierwsi misjonarze, absolwenci Szkoły Gilead. W grudniu następnego roku kraj odwiedził Milton G. Henschel. W Dakarze powstał – pierwszy w Senegalu – 18-osobowy zbór. W lutym 1959 roku w Senegalu przebywał z wizytą Nathan H. Knorr, a w 1963 roku ponownie M.G. Henschel. Od tego roku przyjechało ponad 60 dalszych misjonarzy z 14 krajów. Na przełomie lat 50. i 60. XX wieku wielu głosicieli z Francji opuściło Senegal. W czerwcu 1960 roku przybyła kolejna para pionierów z Francji – małżeństwo o nazwisku Krawczyk.

### Rozwój działalności
W roku 1964 działalność Świadków Jehowy w Senegalu została prawnie zarejestrowana. 1 września 1965 roku w stolicy otwarto Biuro Oddziału dla miejscowych wyznawców oraz dla głosicieli w krajach ościennych. Rok później przekroczono liczbę 100, w roku 1969 – 160, w roku 1987 – 500, a w roku 2005 tysiąca głosicieli.
W grudniu 1970 roku w stolicy odbył się kongres międzynarodowy pod hasłem „Ludzie dobrej woli” z udziałem 140 zagranicznych delegatów ze Stanów Zjednoczonych i Kanady. W dniach od 5 do 9 grudnia 1973 roku w Dakarze odbył się kongres pod hasłem „Boskie zwycięstwo”, a w dniach od 6 do 10 grudnia 1978 roku kongres pod hasłem „Zwycięska wiara”. W roku 1999 otwarto nowe Biuro Oddziału i Salę Zgromadzeń w Cape Almadies, na przedmieściach stolicy.
W 2008 roku zanotowano liczbę 1094 głosicieli. W marcu 2011 przybyli kolejni misjonarze. W latach 2011–2012 miejscowi Świadkowie Jehowy zorganizowali pomoc humanitarną dla współwyznawców w Mali, którzy zostali poszkodowani przez suszę. W roku 2014 osiągnięto liczbę 1204 głosicieli. W latach 2015–2017 zorganizowano trzy specjalne kampanie ewangelizacyjne, w których uczestniczyli również zagraniczni głosiciele. W styczniu 2020 roku z wizytą do Senegalu przybył członek Ciała Kierowniczego David H. Splane. 7 kwietnia 2020 roku w związku z pandemią COVID-19 program uroczystości Pamiątki śmierci Jezusa Chrystusa nadały stacje radiowe i telewizyjne. Od 15 do 31 grudnia 2022 roku Świadkowie Jehowy po raz pierwszy uczestniczyli w corocznych Międzynarodowych Targach w Dakarze (FIDAK). W roku 2023 przekroczono liczbę 1500 głosicieli.
Zebrania zborowe odbywają się w języku francuskim, angielskim, kreolskim Gwinei Bissau, serer i wolof.
Senegalskie Biuro Oddziału nadzoruje tłumaczenie literatury biblijnej na osiem języków, które są używane w czterech krajach.